# Калуга (Казань)
Калуга — посёлок (жилой массив) с малоэтажной застройкой в составе Казани.

## Территориальное расположение, границы
Посёлок Калуга расположен в юго-восточной части Вахитовского района Казани, к северу от посёлка Аметьево.

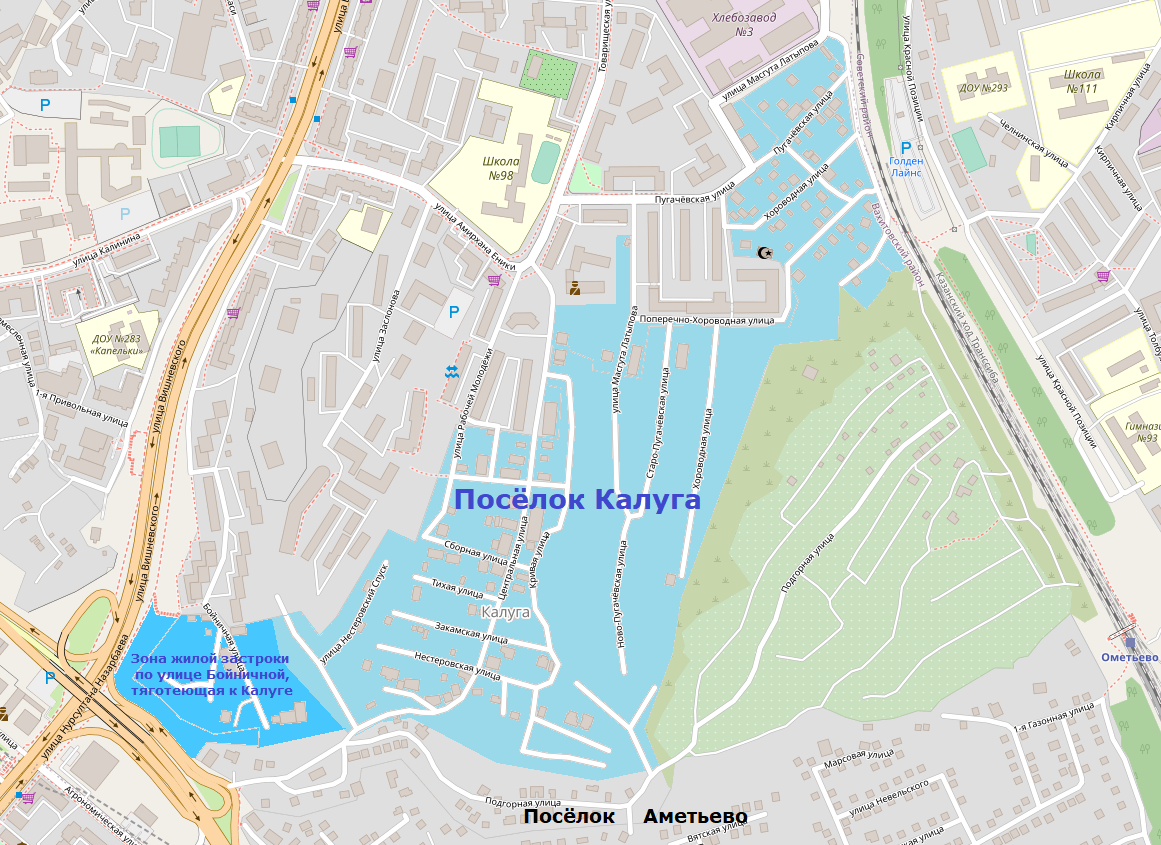
Карта посёлка Калуга

Его территория охватывает малоэтажную застройку к северу от так называемого Пугачёвского оврага, по руслу которого проходит улица Подгорная. Этот овраг является естественной границей между Калугой и Аметьево. Причём, принято считать, что граница между данными посёлками проходит не по середине Подгорной улицы, а по северному склону Пугачёвского оврага, так что все домовладения, стоящие на этой улице, относятся к посёлку Аметьево, в то время как домовладения Калуги расположены выше и имеют адресацию по другим, «калугинским», улицам.
Спорный характер имеет вопрос о границах посёлка Калуга с западной и северной сторон. Некоторые картографические ресурсы западную границу Калуги проводят по южному участку современной улицы Вишневского до её пересечения с улицей Амирхана Еники. В результате такого подхода в состав посёлка включается многоэтажная жилая застройка 1960-х — 1980-х и 2000-х годов с адресацией по улицам Амирхана Еники (чётная сторона), Вишневского (нечётная сторона на участке домов 53—61), Заслонова и Рабочей Молодёжи. Формальным основанием для такого подхода является то, что до 1960-х — 1970-х годов большая часть этой территории была занята малоэтажной застройкой, возникшей в послевоенные годы в результате расширения посёлка Калуга. Однако, учитывая специфику городских посёлков Казани, нет никаких оснований считать вышеуказанную многоэтажную застройку частью нынешнего посёлка Калуга. То же самое относится и к району многоэтажной застройки к северу от Калуги, возникшему в тот же исторический период на месте прежней малоэтажной поселковой застройки.
Ещё одним спорным районом с точки зрения принадлежности к посёлку Калуга является зона малоэтажной застройки по улицам Бойничная и Задне-Бойничная. Исторически эта территория не входила в состав Калуги, так как, в отличие от самого посёлка, уже в дореволюционный период она была частью Казани (см. данный район — кварталы 106, 107, 108 — на картах города 1899, 1912 и 1914 годов). Но со строительством в 1980-е годы широкой транспортной магистрали по улице Вишневского эта территория стала тяготеть к Калуге и восприниматься как её часть.
Таким образом, наиболее обоснованно считать территорию посёлка Калуга в следующих границах. С северной стороны поселковая граница проходит ломаной линией по краю малоэтажной застройки, расположенной по улицам Поперечно-Хороводная, Сквозная, Пугачёвская и Масгута Латыпова. Восточная граница Калуги сначала проходит по железнодорожной магистрали, затем сворачивает на юго-запад, пролегая вдоль территории садового товарищества Казанского железнодорожного узла и далее идёт по склону холма примерно до пересечения «калугинской» улицы Кривой Овраг с «аметьевской» Подгорной улицей. Южная граница Калуги, как сказано выше, проходит по северному склону Пугачёвского оврага, исключая домовладения по улице Подгорной. Западная граница Калуги проходит ломаной линией, включая в состав посёлка частные домовладения по улицам Нестеровский Овраг, Нестеровский Спуск, Рабочей Молодёжи, Одесская и Центральная.

## Название
Изначально посёлок назывался Калугина Гора — по наименованию изрезанной оврагами возвышенности, на которой он находится. В 1920-е годы в статистических материалах посёлок также именовался Калугинской стройкой. Но в 1930-е годы за ним закрепилось сокращённое название — Калуга, которое стало официальным.
Краевед Ренат Бикбулатов и писатель Рафаэль Мустафин объясняли происхождение названия Калуга следующим образом:
«В словаре Даля читаем: „Калуга — топь, болото, сплошная мочажина, а также пойма, поемный луг, пожня“. Отсюда название болотного растения — калужница, а также „лужа“ сокращённо от „калужа“. От того же слова, как утверждает Даль, родилось и название города Калуги. Между сёлами Кульмаметово и Аметьево издавна находилось низменное болото, мочажина, поросшая болотной травой. Соседняя возвышенность, где стояло село Аметьево, называлось Калугина гора, а жители низменных мест говорили о себе: Мы с Калуги. Впоследствии это название закрепилось и за тем районом, который находится по левую сторону от нынешней улицы Вишневского».

## Население
| Год  | Общая численность | Численность мужчин | Численность женщин |
| ---- | ----------------- | ------------------ | ------------------ |
| 1917 | 3435              | 1792               | 1643               |
| 1920 | 2583              | 1214               | 1369               |
| 1923 | 2349              | 1123               | 1226               |

## Административно-территориальная принадлежность
До 1918 года Калугина Гора входила в состав Воскресенской волости Казанского уезда Казанской губернии. В 1918 году посёлок стал частью новообразованной Клыковской (Ново-Клыковской) волости, а в 1920 году вместе с ней вошёл в состав Арского кантона Татарской АССР.
По прошествии четырёх лет Калугина Гора, наряду с другими пригородными селениями, была включена в состав Казани на основании постановления Центрального Исполнительного Комитета и Совета Народных Комиссаров Татарской АССР от 9 ноября 1924 года.
С этого времени, находясь уже в составе Казани, городской посёлок Калугина Гора (Калуга) неоднократно менял свою районную принадлежность: в 1924—1934 годах он был в составе Городского (Бауманского) района, в 1934—1942 годах — в составе Молотовского района, в 1942—1956 годах — в составе Свердловского района, в 1956—1973 годах — в составе Молотовского (с января 1957 года — Советского) района, с 1973 года по настоящее время Калуга находится в составе Вахитовского района Казани.

## История

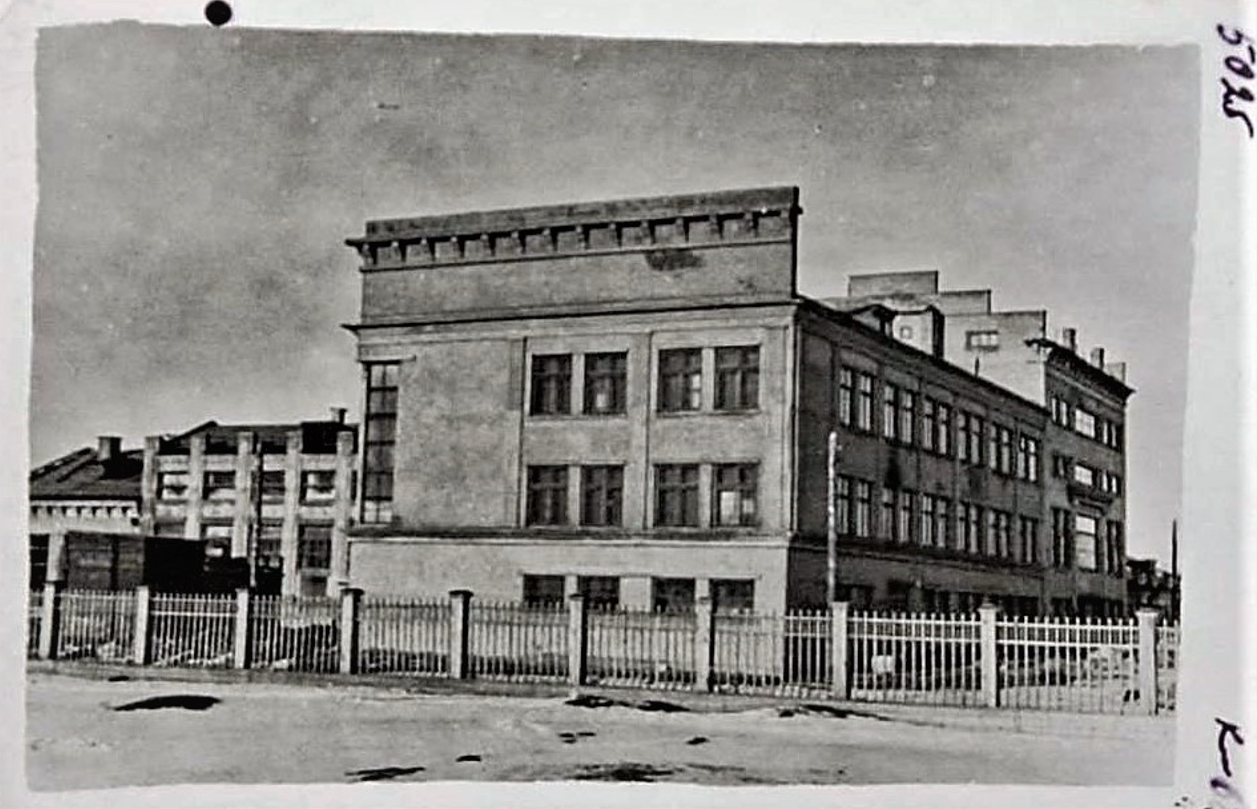
Казанский хлебозавод № 3, построенный на северной окраине посёлка Калуга, 1939 год

Посёлок Калугина гора (Калуга) появился на изрезанных оврагами холмах к северу от деревни Аметьево, вероятно, в начале XX века. Эта территория принадлежала Аметьевскому сельскому обществу и с XIX века, ещё до появления самого посёлка, здесь располагались кирпичные заводы, тянувшиеся к северу вплоть до Академической слободы.
В 1924 году посёлок вошёл в состав Казани и долгие годы считался неблагоустроенной окраиной города. Со временем с северной и западной сторон от посёлка стала формироваться городская застройка, преимущественно жилая.
В 1939 году на северной окраине Калуги был построен Казанский хлебозавод № 3 — единственное предприятие в окрестностях посёлка.
В 1960-е — 1980-е годы появилась многоэтажная жилая застройка вдоль улиц Товарищеская, Рабочей Молодёжи, Татцика (ныне — улица Масгута Латыпова), Хороводная, Центральная. Частично она велась на пустырях, отделявших посёлок Калуга от Академической слободы на севере. Но в основном многоэтажные дома строились на месте окраинных домовладений самого посёлка, особенно в западной его части, возникшей в послевоенные годы на территории вдоль улиц Привольная и Вишневского. В постсоветский период строительство многоэтажных жилых зданий на этих территориях продолжилось, но уже методом точечной застройки.

## Уличная сеть
В посёлке Калуга находятся дома с адресацией по 30 улицам. Также в составе посёлка формально числится Кузнечный переулок, который де-факто прекратил существование, утратив все домовладений с его адресацией. Из всех улиц Калуги самой протяжённой является улица Центральная (774 м), а самыми короткими — улицы Сквозная (43 м), Кривой Овраг (68 м), Ракетная (71 м) и Долинная (79 м). Улица Сквозная имеет лишь одно домовладение.
| Список улиц посёлка Калуга   | Список улиц посёлка Калуга                                               | Список улиц посёлка Калуга       | Список улиц посёлка Калуга |
| Название улицы               | Документ, которым утверждено название                                    | Прежнее название                 | Длина (в метрах)           |
| ---------------------------- | ------------------------------------------------------------------------ | -------------------------------- | -------------------------- |
| Адмирала Нахимова улица      | —                                                                        | —                                | 186                        |
| Демьяна Бедного улица        | Протокол комиссии Казанского городского совета от 2 ноября 1927 года б/н | —                                | 118                        |
| Долинная улица               | Решение Казанского горисполкома от 14 июня 1961 года № 413               | Овраг Малой Слободки улица       | 79                         |
| Закамская улица              | —                                                                        | —                                | 207                        |
| Кривая улица                 | Протокол комиссии Казанского городского совета от 2 ноября 1927 года б/н | Узенькая улица                   | 423                        |
| Кривой Овраг улица           | —                                                                        | —                                | 68                         |
| Кузнечная улица              | Протокол комиссии Казанского городского совета от 2 ноября 1927 года б/н | —                                | 107                        |
| Кузнечный переулок           | —                                                                        | —                                | —                          |
| Малая Слободская улица       | Протокол комиссии Казанского городского совета от 2 ноября 1927 года б/н | Малая Слободка улица             | 98                         |
| Мало-Пугачёвский Овраг улица | —                                                                        | —                                | 250                        |
| Масгута Латыпова улица       | Постановление Главы администрации г. Казани от 8 апреля 2005 года № 741  | Татцика улица                    | 556                        |
| Нахимовский Овраг улица      | —                                                                        | —                                | 203                        |
| Нестеровская улица           | Решение Казанского горисполкома от 1 октября 1953 года № 755             | Муратовская улица                | 218                        |
| Нестеровский Овраг улица     | Решение Казанского горисполкома от 1 октября 1953 года № 755             | Муратовский овраг улица          | 235                        |
| Нестеровский Спуск улица     | Решение Казанского горисполкома от 1 октября 1953 года № 755             | Муратовский спуск улица          | 134                        |
| Одесская улица               | Решение Казанского горисполкома от 1 октября 1953 года № 755             | Панкратовская улица              | 119                        |
| Охотская улица               | Решение Казанского горисполкома от 1 октября 1953 года № 755             | Семёновская улица                | 95                         |
| Ново-Пугачёвская улица       | —                                                                        | —                                | 222                        |
| Поперечно-Слободская улица   | —                                                                        | —                                | 85                         |
| Поперечно-Хороводная улица   | Протокол комиссии Казанского городского совета от 2 ноября 1927 года б/н | —                                | 243                        |
| Поперечно-Центральная улица  | Протокол комиссии Казанского городского совета от 2 ноября 1927 года б/н | —                                | 161                        |
| Потребительская улица        | Протокол комиссии Казанского городского совета от 2 ноября 1927 года б/н | —                                | 97                         |
| Пугачёвская улица            | Протокол комиссии Казанского городского совета от 2 ноября 1927 года б/н | Скобелевская и Жуковская улицы   | 462                        |
| Рабочей Молодёжи улица       | Протокол комиссии Казанского городского совета от 2 ноября 1927 года б/н | Односторонка Овражья улица       | 344                        |
| Ракетная улица               | Решение Казанского горисполкома от 1 октября 1953 года № 755             | Жучка улица                      | 71                         |
| Сборная улица                | Протокол комиссии Казанского городского совета от 2 ноября 1927 года б/н | Гоголевская улица                | 119                        |
| Сквозная улица               | Протокол комиссии Казанского городского совета от 2 ноября 1927 года б/н | —                                | 43                         |
| Старо-Пугачёвская улица      | —                                                                        | —                                | 264                        |
| Тихая улица                  | Протокол комиссии Казанского городского совета от 2 ноября 1927 года б/н | Мало-Воскресенская улица         | 121                        |
| Хороводная улица             | Протокол комиссии Казанского городского совета от 2 ноября 1927 года б/н | Жуковская и Кондратьевская улица | 571                        |
| Центральная улица            | Протокол комиссии Казанского городского совета от 2 ноября 1927 года б/н | Воскресенская улица              | 774                        |

### Уличные топонимы (годонимы) посёлка Калуга
Посёлок Калуга возник на возвышенности, изрезанной оврагами. По этой причине в названиях пяти его улиц присутствует в качестве составной части слова овраг и спуск (Кривой Овраг, Мало-Пугачёвский Овраг, Нахимовский Овраг, Нестеровский Овраг, Нестеровский Спуск). Причём, у некоторых из этих улиц слова овраг и спуск присутствовали также в прежних названиях (улицы Муратовский овраг, Муратовский спуск).
В целом в названиях улиц посёлка Калуга преобладает группа годонимов, образованных от имён известных деятелей. Всего таких улиц 11, но ими увековечены только пять персон. Это объясняется тем, что имена некоторых деятелей носят по несколько улиц.
Самой популярной исторической личностью, увековеченной в названиях улиц посёлка Калуга, является предводитель Крестьянской войны 1773—1775 годов Емельян Пугачёв (1742—1775). Его фамилия присутствует в названиях четырёх улиц (Пугачёвская, Ново-Пугачёвская, Старо-Пугачёвская и Мало-Пугачёвский Овраг). Увековечение данной личности — это не только следствие идеологических подходов большевиков 1920-х — 1930-х годов, возвеличивавших героев повстанческого и революционного движения царской эпохи. Личность Пугачёва непосредственно связана с данной местностью. Считается, что именно здесь во время осады Казани в 1774 году прошло левое крыло его войск, которое затем ворвалось на улицы Суконной слободы.
Имя русского военного пилота Петра Нестерова (1887—1914) увековечено в названиях трёх улиц посёлка Калуга (Нестеровская, Нестеровский Овраг, Нестеровский Спуск). Ранее здесь также существовал Нестеровский переулок (его название было утверждено постановлением Казанского горисполкома от 14 ноября 1967 года № 889), прежде именовавшийся Гусиным переулком. Имя русского флотоводца, адмирала Павла Нахимова (1802—1855) носят две «калугинские» улицы (Адмирала Нахимова, Нахимовский Овраг). Появление имён Нахимова и Нестерова в названиях поселковых улиц произошло после Великой Отечественной войны (1941—1945) на волне усиления  государственной идеологии патриотизма и, как следствие, увековечивания в урбанонимах русских военных героев дореволюционной эпохи.
Одна из улиц посёлка Калуга носит имя советского поэта и общественного деятеля Демьяна Бедного (1883—1945); из всех нынешних «калугинских» улиц это единственный случай прижизненного увековечивания (1927). Ещё одна поселковая улица носит имя Масгута Латыпова (1913—1987) — татарского композитора и дирижёра (в 1927—2005 годах она называлась улицей Татцика — в честь Центрального Исполнительного Комитета Татарской АССР).
Отличительная особенность некоторых из вышеуказанных «калугинских» годонимов — это сохранение до настоящего времени их официальных названий в форме имени прилагательного, что было традиционно для русской дореволюционной и советской довоенной топонимики (Пугачёвская улица вместо современного варианта — улица Пугачёва; Нестеровская улица вместо улицы Нестерова).
Три улицы посёлка Калуга названы в честь географических объектов и территорий — украинского города (Одесская), дальневосточного моря или посёлка в Хабаровском крае (Охотская), Закамья — территории Татарстана южнее реки Камы (Закамская).
Названия нескольких «калугинских» улиц отражают их рельефные особенности (Долинная, а также упомянутые выше Овраги и Спуск), конфигурацию (Кривая, Сквозная), характер (Тихая, Сборная), а также местоположение в посёлке (Центральная, Поперечно-Центральная).
В прошлом южная часть посёлка Калуга, прилегающая к Пугачёвскому оврагу, вероятно, называлась Малой Слободкой, что подразумевают названия двух улиц (Малая Слободская, Поперечно-Слободская). В этой же части посёлка, вероятно, находилась кузница, о чём указывают сохранившиеся годонимы (Кузнечная улица, Кузнечный переулок).
Две «калугинские» улицы (Рабочей Молодёжи, Потребительская), получившие названия в 1927 году, несут в себе оттенок коммунистической идеологии. В частности, улица Потребительская названа в честь движения потребкооперации, активно развивавшегося при поддержке советской власти в 1920-е годы.
В названиях двух улиц посёлка Калуга отражена фольклорная тематика — хоровод (Хороводная, Поперечно-Хороводная), в названии ещё одной — военная (улица Ракетная).